# Verallgemeinerte lineare Modelle
Verallgemeinerte lineare Modelle (VLM), auch generalisierte lineare Modelle (GLM oder GLiM) sind in der Statistik eine von John Nelder und Robert Wedderburn (1972) eingeführte wichtige Klasse von nichtlinearen Modellen, die eine Verallgemeinerung des klassischen linearen Regressionsmodells in der Regressionsanalyse darstellt.
Von spezieller Bedeutung ist die Verwendung einer nichtlinearen Kopplungsfunktion.
Während man in klassischen linearen Modellen annimmt, dass die Störgröße (die unbeobachtbare Zufallskomponente) normalverteilt ist, kann sie in GLMs eine Verteilung aus der Klasse der Exponentialfamilie besitzen. Diese Verteilungsklasse beinhaltet neben der Normalverteilung auch die Binomial-, Poisson-, Gamma- und inverse Gaußverteilung. Damit bietet die Verwendung der Exponentialfamilie in verallgemeinerten linearen Modellen ein einheitliches Rahmenwerk für diese Verteilungen. Die große Klasse von vektorverallgemeinerten linearen Modellen (englisch vector generalized linear models, kurz VGLMs) beinhaltet die Klasse der verallgemeinerten linearen Modelle als Spezialfall. Ebenso in dieser großen Modellklasse enthalten sind loglineare Modelle für kategoriale Daten und das Modell der Poisson-Regression für Zähldaten. Um die Einschränkungen der verallgemeinerten linearen Modelle und verallgemeinerten additiven Modelle zu überwinden, wurden sogenannte Verallgemeinerte additive Modelle für Lage-, Skalen- und Formparameter entwickelt.

## Begriffsklärung
Verallgemeinerte lineare Modelle sind nicht mit dem allgemeinen linearen Modell zu verwechseln, dessen natürliche englische Abkürzung ebenfalls GLM ist, aber im Gegensatz zu verallgemeinerten linearen Modellen von der Voraussetzung einer normalverteilten Antwortvariablen ausgeht. In vielen statistischen Programmpaketen werden – da die Abkürzung GLM schon für das allgemeine linearen Modell belegt ist – zur besseren Unterscheidung andere Abkürzungen wie VLM bzw. GLZ für englisch GeneraLiZed linear models (in STATISTICA) oder GzLM für englisch GeneraLiZed Linear Models (in SPSS) verwendet. Manche Autoren verwenden zur besseren Unterscheidung statt der Abkürzung GLM die Abkürzung GLiM.
Ebenso sind verallgemeinerte lineare Modelle nicht mit dem verallgemeinerten linearen Regressionsmodell der verallgemeinerten Kleinste-Quadrate-Schätzung (VKQ-Schätzung) zu verwechseln, bei der jedoch eine verallgemeinerte Struktur bzgl. der Störgrößen vorliegt.

## Modellkomponenten
Die Modellklasse der verallgemeinerten linearen Modelle besteht aus drei Komponenten:
- Zufallskomponente: Wie bei den klassischen linearen Modellen nimmt man unabhängige Zufallsvariablen {\displaystyle Y_{1},Y_{2},\ldots ,Y_{n}} mit Erwartungswert {\displaystyle \operatorname {E} (Y_{i})=\mu _{i}} an, die eine Dichtefunktion aus der Exponentialfamilie (z. B. eine Binomial-, Poisson-, oder Gamma-Verteilung) besitzen.

- Systematische Komponente: Gegeben ist der Kovariablenvektor {\displaystyle \mathbf {x} _{i}^{\top }=(1,x_{i1},\ldots ,x_{ik})} mit {\displaystyle k+1} Komponenten (siehe Das klassische Modell der linearen Mehrfachregression), der die Verteilung der {\displaystyle Y_{i}} nur durch eine lineare Funktion beeinflusst. Diese lineare Funktion heißt linearer Prädiktor und ist in der multiplen linearen Regression in folgender Form gegeben:

{\displaystyle \eta _{i}=\beta _{0}+x_{i1}\beta _{1}+x_{i2}\beta _{2}+\dotsc +x_{ik}\beta _{k}=\mathbf {x} _{i}^{\top }{\boldsymbol {\beta }}}. Hier erkennt man, dass der lineare Prädiktor den Vektor der Regressionskoeffizienten {\displaystyle {\boldsymbol {\beta }}=\left(\beta _{0}\,\beta _{1},\dots ,\beta _{k}\right)^{\top }} in das Modell miteinführt.
- Kopplungsfunktion: Für ein verallgemeinertes lineares Modell ist eine (oft nichtlineare[5]) Kopplungsfunktion {\displaystyle g(\cdot )} vorhanden, die die durch den linearen Prädiktor {\displaystyle \eta _{i}} beschriebene systematische Komponente und die durch den Erwartungswert {\displaystyle \mu _{i}=\operatorname {E} (Y_{i})} der Antwortvariablen beschriebene stochastische Komponente der Verteilung von {\displaystyle Y_{i}} koppelt: {\displaystyle g(\mu _{i})=\eta _{i}}. Die Umkehrfunktion der Kopplungsfunktion, die sogenannte Antwortfunktion {\displaystyle h(\cdot )} überführt die Linearkombination der erklärenden Variablen in den (bedingten) Erwartungswert {\displaystyle \mu _{i}=\operatorname {E} (Y_{i})}: {\displaystyle \mu _{i}=h(\eta _{i})}.[6] Beispiele für Kopplungsfunktionen sind die Logit-Funktion und die Probit-Funktion.

## Verteilungen aus der Familie der verallgemeinerten linearen Modelle
In die Modellklasse der verallgemeinerten lineare Modelle lassen sich einbetten die Normalverteilung, Binomial-Verteilung, Poisson-Verteilung, Gammaverteilung und die Inverse Normalverteilung, Bernoulli-Verteilung, Skalierte Poisson-Verteilung, Skalierte Binomial-Verteilung, Skalierte negative Binomial-Verteilung.